# Przejście graniczne Braniewo-Mamonowo
Przejście graniczne Braniewo-Mamonowo – polsko-rosyjskie kolejowe przejście graniczne położone w województwie warmińsko-mazurskim, w powiecie braniewskim, w gminie Braniewo, w miejscowości Braniewo.
Przejście graniczne Braniewo–Mamonowo powstało dzięki umowie między Rządem Rzeczypospolitej Polskiej a Rządem Federacji Rosyjskiej. Czynne jest przez całą dobę. Dopuszczony jest ruch osób oraz środków transportowych i towarów niezależnie od przynależności państwowej oraz mały ruch graniczny. Przejście graniczne obsługuje Placówka Straży Granicznej w Braniewie.
W okresie istnienia Związku Radzieckiego funkcjonowało w tym miejscu polsko-radzieckie kolejowe przejście graniczne Braniewo. Dopuszczony był ruch towarowy. Następnie rozszerzono o ruch osobowy i uproszczony ruch graniczny na podstawie przepustek.
Przez przejście biegnie normalnotorowa linia kolejowa nr 204, która jest częścią strategicznie ważnej do 1945 roku magistrali kolejowej łączącej Berlin ze stolicą Prus Wschodnich – Królewcem (tzw. Ostbahn) oraz linia kolejowa nr 217 (szerokotorowa).